# Dennis Lehmkuhl
Dennis Lehmkuhl (* 1979) ist ein deutscher Philosoph und Professor für Wissenschaftsphilosophie an der Universität Bonn.

## Werdegang
Lehmkuhl studierte von 2000 bis 2006 Philosophie und Physik an der Universität Hamburg und am Imperial College London. Im Jahr 2010 wurde er an der Universität Oxford (Oriel College) bei Oliver Pooley, Harvey Brown und Jeremy Butterfield promoviert. Von 2012 bis 2015 war er Juniorprofessor an der Bergischen Universität Wuppertal. Im Jahr 2018 erhielt er eine Lichtenberg-Professur an der Universität Bonn und übernahm dort 2023 den Lehrstuhl für Natur- und Wissenschaftsphilosophie in Nachfolge von Andreas Bartels.